# سعاد الجامعي
سعاد الجامعي هي طبيبة قلب ومؤلفة ومخرجة مغربية - فرنسية. ولدت بالرباط ، وتلقت تعليمها في عدة مؤسسات في أوروبا وإفريقيا، مما مكنها من التحدث بعدة لغات.
و تمتهن وظيفة : أخصائية لأمراض القلب ، وكتاباتها مستوحاة بشكل كبير من تجاربها  اليومية

## سيرتها
سعاد جامعي ابنة دبلوماسي مغربي ، غادرت المغرب في سن السادسة من عمرها وتلقت تعليمها في العديد من المؤسسات الفرنسية حول العالم. : المدرسة الفرنسية في بون بألمانيا، وثانوية جان مونيه الفرنسية ببروكسل ، وثانوية غيبري مريم بأديس أبابا، و ثانوية رينيه ديكارت بالرباط، مما جعلها متمكنة من عدة لغات.
شرعت في  دراسة الطب ب جامعة بروكسل الحرة ،ثم واصلت تكوينها  في جامعة رينيه ديكارت في باريس . وتخصصت في طب القلب وحصلت أيضًا على شهادات في طب الطوارئ وطب العمل  وطب الطيران.
و تمارس حاليًا مهنة طبيبة مختصة في أمراض القلب في الرباط ، كما أسست جمعية لأطباء القلب في القطاع الخاص في الرباط، والتي تولت رئاستها لولايات عدة.
تصف في روايتها الأولى، طبيب في المدينة ، من خلال غرفة انتظار طبيب ، الانفصام السائد في مجتمعنا، بروح ساخرة ولطيفة ، مما جعلها تلاقي نجاحًا كبيرًا.
ثم دفعها إهتمامها بالتعليم إلى كتابة روايتها الثانية " أجنحة من ورق " حيث تغرضت إلى موضوع : خيبة أمل الشباب الذين لم يعودوا يؤمنون بالارتقاء الاجتماعي من خلال الدراسة .
و نشرت سعاد الجامعي روايتها الثالثة :"عهد الرسول الأخير" في مارس 2021 و صدرت عن دار النشر "ملتقى الطرق".
و تشكل التواجهات المتسارعة نحو ما بعد الإنسانية ، والطب المتأثر بالعوامل الخارجية ، زيادة على البحث الشخصي والأسئلة الوجودية ، تيمات التي تخترق هذا الواقع المرير ، وتغمرنا في تحديات مجتمع يتغير بسرعة ، و قد انحاز إلى التقنية على حساب الإنسان. و حكاية من المستقبل لتسليط الضوء على اختلات الحاضر.
و تكتب سعاد الجامعي معتمدة على معرفتها العلمية وحبها لمهنة الطب و رصدها لمجتمع يتطور وتتفجر تناقضاته.

## أعمال أدبية

### طبيب في المدينة
طبيب في المدينة هي الرواية الأولى لسعاد الجامعي التي نشرت عام 2017 في دار النشر شرق أفريقيا.
تروي القصة حكاية الطبيب الشاب هو الدكتور " علي" الذي رجع إلى وطنه بعد سنوات عديدة قضاها دراسة في أوروبا. يستقر في عيادته ثم يكتشف، من خلال تنوع مرضاه و تباينهم ، وجود انفصام اجتماعي حقيقي. و تبعا للظروف والشخصيات، يحاول التأقلم مع متطلبات مرضاه والمواقف التي تتسم أحيانًا بالسخرية و التي مسرحها غرفة الانتظار. ثم، في أعقاب لقاء ما، يقرر الشاب أن يَتَمَلَّك زمام حياته العاطفية محاولاً، بقدر المستطاع إبعاد والدته المتحكمة ، بشكل دائم في حياته.
و يكتشف القارئ من خلال الاستشارة الطبية وغرفة انتظار حاملة للمفاجآت ، وتحت أنظار الدكتور الشاب  "علي" ، مغربا يعرفه بالفعل، ولكن من زاوية مختلفة.
و تسعى الكاتبة إلى لف كل المشاكل بدثار من السخرية ، لا ترمي الالتفاف حولها، بل وضعها تحت المجهر إليها دون أن يبدو ذلك صريحا .

و اختارت الكاتبة في روايتها الأولى، التكلم بضمير المذكر وهو الاختيار الذي أوضحته خلال مقابلة مع الجريدة باللغة الفرنسية المغرب اليوم . :
اختارت المؤلفة إيلاء اهتمام خاص بالمرضى من خلال شخصيات مختلفة تزور عيادة الدكتور الجامعي أو أحد زملائه، وكل ذلك في جو من الدعابة .
كما سلطت طبيبة القلب أيضًا الضوء على بعض السلوكيات الموجودة في الجسم الطبي . مثل سلوك بعض مندوبي بيع الأدوية وغيرهم. و أوردت: " أردت أن أشير إلى جميع الشوائب الموجودة في المجتمع ولكن من خلال حكايات مغلفة بالسخرية . »

### أجنحة من ورق
ملَك، طالبة شابة طموحة، تحلم بتغيير حياتها بالحصول على شهادة جامعية . وأثناء الفحص الطبي الروتيني لها ، يتم اكتشاف خلل في قلبها . وكانت محظوظة لأن لديها تغطية صحية تمكنها من تلقي العلاج الطبي، لكنها فور وصولها إلى مرسيليا ستختار أن  لا تذهب إلى المستشفى هناك.لتبدأ حينها رحلة تقودها إلى لقاءات غريبة. على امتداد رحلتها، يتعين على البطلة اتخاذ خيارات صعبة. وعلى الرغم من أجنحتها الهشة، ستحاول تحليقا أخيرًا.
يصور هذا الكتاب المسار المعقد أحيانا للشباب في سعيهم للحصول على مهنة، كما يجسد رغبتهم في الانطلاق نحو آفاق جديدة، دون أن يعرفوا على وجه الحقيقة ما ينتظرهم .
لا ينبغي أبدًا أن نستعير أحلام الآخرين، وإلا نوشك أن نحرق أجنحتنا .
في هذه الرواية، المستوحاة من قصة حقيقية، ترسم لنا سعاد الجامعي صورة قاسية لمغرب غالبا ما يكون غير مبال بشبابه، وهو محاصر أكثر من أي وقت مضى بين الأحلام المشروعة وخيبات الأمل المتتالية.

و حتى تشرح اختيارات شخصيتها الرئيسية، أشارت الكاتبة خلال مقابلة مع جريدة اليوم المغرب :
رواية سعاد الجامعي الثانية ، بالإضافة إلى طابعها الواقعي ، تتيح بالفعل وصف الشكوك التي يواجهها الفرد عندما يكون أمام خيارات تفرضها الحياة. " مسار ملك مليء بالشكوك و القلق ، لكن الدافع الأساسي هو الرغبة في الخلاص بأي ثمن. أعتقد أنها تبنت ، عن طريق المحاكاة ، حلم الآخرين. »
تلقي الكاتبة في روايتها اللوم على ضعف التعليم ، و مشكل اللغة التي لا يتقنها معظم الطلاب، ناهيك عن الفساد واستغلال الاساتذة و نقص الموارد لتقديم تعليم ذي جودة.

### قسم الرسول الأخير
يواجه جراح شاب في المستقبل القريب، يدعى يليف أحداثًا مثيرة تجعله يكتشف ممارسات غير طبيعية داخل المستشفى الذي يعمل فيه. في هذه الرواية، نعيش عالما اختفى فيه الطب الخاص، و استحوذت فيه شركات التأمين والمختبرات على السلطة في العديد من المجالات.
يلتقي يليف بالدكتور علي، وهو طبيب مسن تمتزج فيها السخرية والاستهزاء ، والذي سيسلمه مذكرات دوّن فيها طوال حياته أحداثا مهمة على امتداد حياته. ستتيح قراءة هذه المذكرات ليليف نظرة جديدة على الطب كما ستجعله يتوصل إلى أن الحياة تغدو عبثية دون حب. كما ستساهم شهادة الدكتور علي في إلقاء مزيد من الضوء على التحقيق الذي يجريه يليف بشأن شركات التأمين. و يشبه هذا الحوار بين جيلين حكاية من المستقبل هدفها الأسمى هو تنويرنا حول اختلالات الحاضر."
.
الرواية الأحدث ل:" سعاد الجامعي هي في آن واحد " رواية تنشئة وخيبة أمل ولكنها قبل كل شيء كتاب مثير، مليء بالحيوية والتحولات المفاجئة و التشويق. »
" في عالم المستقبل الذي تتخيله المؤلفة ، يكون مستوى وجودة العلاج في المستشفى فائقا، والموارد المتاحة كبيرة وكل شيء فيه منظم. » « المواضيع التي اختارت الكاتبة تناولها في روايتها الأخيرة واسعة ودقيقة في آن واحد ، فهي تغطي عالم الطب ولكنها تتطرق أيضًا إلى قضايا مجتمعية مثل المساواة التامة بين الرجال والنساء، سواء في البيئة الاجتماعية أو المهنية ،أو بين الرجل والمرأة. »
حصلت رواية "قسم الرسول الأخير" على تنويه خاص من لجنة تحكيم الجائزة الأدبية العاجية في نونبر 2021.
1. 1 2  "Nouveau roman : L'onirisme réel de Souad Jamai". Aujourd'hui le Maroc (بfr-FR). Archived from the original on 2021-09-16. Retrieved 2021-06-28.{{استشهاد ويب}}:  صيانة الاستشهاد: لغة غير مدعومة (link).
2. ↑  Misk, Fedwa. "«Des ailes de papier» : une affaire de cœur - La Vie éco". lavieeco.com (بfr-FR). Archived from the original on 2022-08-18. Retrieved 2021-06-28.{{استشهاد ويب}}:  صيانة الاستشهاد: لغة غير مدعومة (link).
3. 1 2 3  "Challenge N°792 • Du 4 au 10 juin 2021". emag.challenge.ma (بالإنجليزية). Archived from the original on 2023-03-22. Retrieved 2021-06-28..